# Милен Замфиров
Милен Замфиров е професор по специална педагогика от Софийския университет „Св. Климент Охридски“ и доктор на педагогическите науки. От 2019 година той е декан на Факултета по науки за образованието и изкуствата.
Области на научна квалификация на професор Замфиров са специалната педагогика, обучението по природо-математически науки за ученици със специални образователни потребности, методика на обучението по физика, история на физиката, както и космическа физика.

## Биография
Милен Замфиров е роден в София. 
Завършва 23-то средно училище „Фредерик Жолио-Кюри“ в София през 1994 година. 
През 1999 година завършва Факултета по науки за образованието и изкуствата в СУ „Св. Климент Охридски“ със степен магистър по специална педагогика. През 2002 придобива бакалавърска степен по физика от Природо-математически факултет на ЮЗУ „Неофит Рилски“. През 2013 година придобива втора магистърска степен по математика и информатика от Факултет по математика и информатика СУ „Св. Климент Охридски“. 
Защитава пред ВАК дисертационен труд през 2009 година на тема „Усъвършенстване на процеса на обучение на деца с увреден слух по учебните предмети Човекът и природата за 5. и 6. клас и Физика и астрономия за 7. и 8. клас“. През 2017 става и доктор на педагогическите науки във ВТУ „Св. св. Кирил и Методий“ с дисертационен труд на тема „Разработване и прилагане на компютърно подпомогнато обучение при ученици със специални образователни потребности по математика“. 
През 2020 година след конкурс заема и академичната длъжност професор по педагогика (специална педагогика).
Проф. дпн Милен Замфиров е работил като учител в различни общообразователни и болнични училища, в продължение на години е бил директор на Дневен център за деца с увреждания.
Работил е в Института за космически изследвания и Технологии на БАН като научен сътрудник и в Института за ядрени изследвания и ядрена енергетика на БАН като физик.
През 2009 става част от Факултета по науки за образованието и изкуствата (ФНОИ) на СУ „Св. Климент Охридски“ като старши асистент по специална педагогика. След това става главен асистент (2013 - 2018), доцент  (2018 – 2019) и професор (2020) по специална педагогика. От 2019 година до момента е декан на ФНОИ
Професор дпн Милен Замфиров е основател и ръководител на Академията за деца към СУ „Св. Климент Охридски“. Също така от 2015 година е координатор на докторантското училище към Факултета по науки за образованието и изкуствата. 
Милен Замфиров е носител на наградата „Питагор“ за 2024 г. за утвърден учен в областта на социалните и хуманитарните науки. Призът „Питагор“ проф. Замфиров получава за предложения, апробиран и внедрен образователен модел за идентифициране на ученици със специални образователни потребности, хронични заболявания, ученици в риск и талантливи ученици в българското училище. 
Милен Замфиров е носител и на престижната награда „ПроСпорт“ за 2024 година за Цялостен принос. Наградите „ПроСпорт“ са учредени през 2006 година от Фондация „Проспорт“ и Спешъл Олимпикс България и се връчват ежегодно за принос за разширяването на достъпа до спорт, за развитието на доброволчеството и за социалната мисия на спорта. Движението Спешъл Олиппикс е създадено през 1968 година и признато от Международния олимпийски комитет за благото на над 4,2 милиона хора с интелектуални затруднения. 
Професор дпн Милен Замфиров има над 300 научни публикации, от които 20 монографии, 170 статии и студии, 110 доклада в български и чуждестранни списания в областта на специалната педагогика.

## Награди и отличия
- 2024 г. Награда „ПроСпорт“ за Цялостен принос[11]
- 2024 г. Награда „Питагор“ за утвърден учен в областта на социалните и хуманитарните науки, МОН[12]
- 2015 г. Награда в 11-ото издание на конкурса за образователно-програмни продукти на Департамент за информация и усъвършенстване на учители за продукта „Математика за всички“ – 1 награда – категория Флаш
- 2013 г. Награда в 10-ото издание на конкурса за образователно-програмни продукти на Департамент за информация и усъвършенстване на учители за продукта „Магията на числата“ – 1 награда
- 2012 г. Награда в 9-ото издание на конкурса за образователно-програмни продукти на Департамент за информация и усъвършенстване на учители за продукта „Смятането лесно“ – 1 награда
- 2011 г. Награда в 8-мото издание на конкурса за образователно-програмни продукти на Департамент за информация и усъвършенстване на учители за продукта Играй и учи с мишка (3 място)
- 2008 г. Награда в 5-ото издание на конкурса за образователно-програмни продукти на Департамент за информация и усъвършенстване на учители за продукта Първи стъпки в английски език за глухи
- 2007 г. Награда в 4-ото издание на конкурса за образователно-програмни продукти на Департамент за информация и усъвършенстване на учители за продукта Жестов речник по Човекът и природата, Физика и Астрономия (електронна версия)

## Членства
| Редакционни колегии на специализирани издания | Експертни научни органи | Научни организации                                              |
| --- | --- | --------------------------------------------------------------- |
| - Сп. Специална педагогика и логопедия, 2020 -досега - Сп. Светът на физиката, 2008-2015 г. - International Journal of Education – 2013 – досега | - Външен национален консултант на Комисия за етично съответствие към РЦПППО - София-град, юли 2025 г. - досега - Председател на Сдружение на Педагогическите факултети в България, януари 2025 г. - досега - Член на Факултетния съвет на Факултет по науки за образованието и изкуствата, 2019 г.– досега - Член на Академичния съвет на СУ „Св. Климент Охридски“, 2019 г. – досега - Председател на Съвет на деканите, 2024 г. – 2025 г. - Член на Съвет на деканите 2020 - 2024 и 2025 - досега - Член на работна група към МОН за приобщаващо образование, 2023 г. – досега - Член на обществен и академичен съвет към Регионален център за подкрепа на процеса на приобщаващото образование – София – град, 2022 г. – досега - Член на управителния съвет на Софийския клон на Съюза на физиците, 2005 – 2009 г. | - Съюз на физиците в България - Съюз на математиците в България |

## Избрани трудове
- Lyudmila Belenska-Todorova, Milen Zamfirov, Tihomir Todorov, Slavena Atemin, Mila Sleptsova, Zornitsa Pavlova, Tanya Kadiyska, Ales Maver, Borut Peterlin, Albena Todorova Exome Study of Single Nucleotide Variations in Patients with Syndromic and Non-Syndromic Autism Reveals Potential Candidate Genes for Diagnostics and Novel Single Nucleotide Variants (2025)
- Milen Zamfirov, Lyudmila Belenska, Tihomir Todorov A Low Pass Whole-Genome Sequencing Revealed Copy Number Variations in 7 Out of 33 Bulgarian Patients Having Neurodevelopmental Disorders with Features of Autism Spectrum Disorder (2025)
- Milen Zamfirov, Lyudmila Belenska A global treat of autism spectrum disorder phenotypes caused by prenatal and postnatal lyme borreliosis transmitted by genus ixodes ticks (2025)
- Milen Zamfirov, Lyudmila Belenska Impact of sunspots on the incidence of autism in the human population (2025)
- Milen Zamfirov, Lyudmila Belenska, Tihomir Todorov Application of genetic screening in patients with autism using exome and chromosome sequencing in developing educational approaches (2024)
- Margarita Bakracheva, Milen Zamfirov Direct and indirect effects of dark tetrade on flourishing and perceived control (2024)
- Колективна монография „Специална педагогика“ (2023), Университетско издателство "Св. Климент Охридски", научна редакция проф. дпн Милен Замфиров[23]
- Collective Team of authors Identifying Needs of Robotic and Technological Solutions for the Classroom (2018)
- Svetoslaav Saeva, Milen Zamfirov Computer Enhanced English Language Tool for Students with Hearing Loss - a Bulgarian Study (2013)
- Milen Zamfirov School Activities in Natural Sciences for Students with Special Needs in Bulgaria (2012)
- Milen Zamfirov, Svetoslava Saeva, Tsv K Popov Innovation in teaching deaf students physics and astronomy in Bulgaria (2007)
- Светослава Съева, Милен Замфиров Жестов речник по Човекът и природата, Физика и Астрономия (2004), издателство Алтера